# Манали
Манали (англ. Manali) — город в округе Куллу штата Химачал-Прадеш, Индия, расположенный в северной части долины Куллу.
Количество населения около 8 тыс. жителей. Город основан на древнем торговом пути, проходившем по долине реки Биас, через Ладакх, Хунджерабский перевал и ведущем в Таримскую впадину.
Расположен в 250 км к северу от столицы Шимла.
Манали и окружающие территории имеют большое значение для индийского культурного наследия и являются священным местом Саптариши, или Семи Святых.

## География
Город лежит на высоте 1800 метров, а прежний — «Старый Манали» — на 200 метров выше над уровнем моря.

## Демография
Манали — космополитический город и здесь живут люди из разных частей Индии.
Мужчин около 64 %, а женщин только 36 %. Уровень грамотности 74 % — выше среднего по стране (59,5 %): грамотных мужчин 80 %, а женщин 63 %. 9 % населения не достигло 6 лет.

## Климат
Преимущественно холодная зима, умеренно-прохладное лето.
Ежемесячное количество осадков колеблется между 24 мм в ноябре и 415 мм в июле. В среднем, 45 мм зимой-весной и 115 летом и в муссоны. Среднегодовая общая сумма осадков 1520 мм. Снегопад, который обычно проходил в декабре, задерживается в последние пятнадцать лет и приходит в январе или начале февраля.

## Этимология
Манали названо в честь брахмана-законодателя Ману. Слово Манали литературно означает «обитель Ману». По легенде святой Ману причалил здесь на своём судне после того, как весь мир затопило. До сих пор округ Куллу называют «Долина богов». В старом Манали есть храм посвящённый святому Ману.

## История
Имя «Манали» выводят из Ману-Али, то есть «Ману дверной проём», после того, как святой Ману жил здесь. В древние времена долину населяли кочующие охотники, известные как «ракшас». Следующими жителями были пастухи из Кангры, поселясь здесь они занялись земледелием. Некоторые из этих ранних обитателей региона известны как «наур» или «нар», которые являлются уникальной кастой долины Куллу. Сейчас живо только несколько семей науров.
Британцы привезли в долину яблони и развели форель, новые виды в флоре и фауне. В наши дни яблони, сливы и груши выращиваются местными жителями на продажу.
Туризм в Манали вырос после военных действий в Кашмире в 1980-х годах. Ещё недавно тихая деревня стала крупным городом с большим количеством гостиниц и ресторанов.

## Транспорт

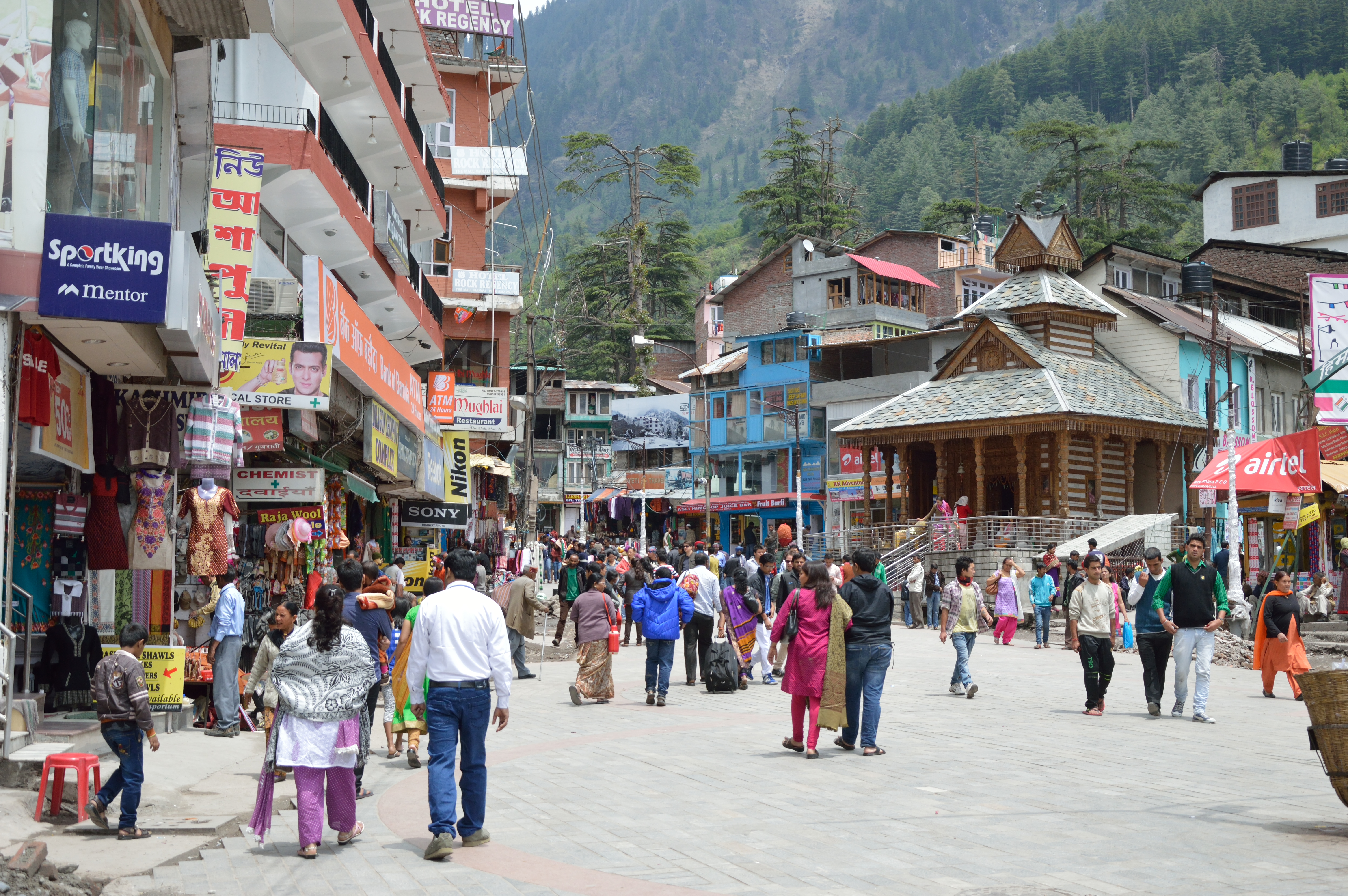
Улица в Манали

Манали хорошо соединён дорогами: до Дели идёт NH-21 и NH 1, через сеть дорог можно добраться и до Леха — столицы Ладакха. Если ехать из Дели в Манали, на дороге попадаются города Панипат и Амбала в Харьяне, Чандигарх (Союзная территория), Ропар в Пенджабе и Биласпур, Сундернагар и Манди В Химачале.
По железной дороге Манали труднодоступен. Ближайшая ширококолейная у Чандигарха (315 км), Патханкота (325 км) и Калка (310 км). Ближайшая узкоколейка у Джогиндернагара (135 км).
Ближайший аэропорт у Бхунтара, в 50 км от Манали. В настоящее время Kingfisher Red каждый день предоставляет рейсы из Дели, Air India работает дважды в неделю и MDLR Airlines летает в Дели шесть дней в неделю.

## Туризм в Манали

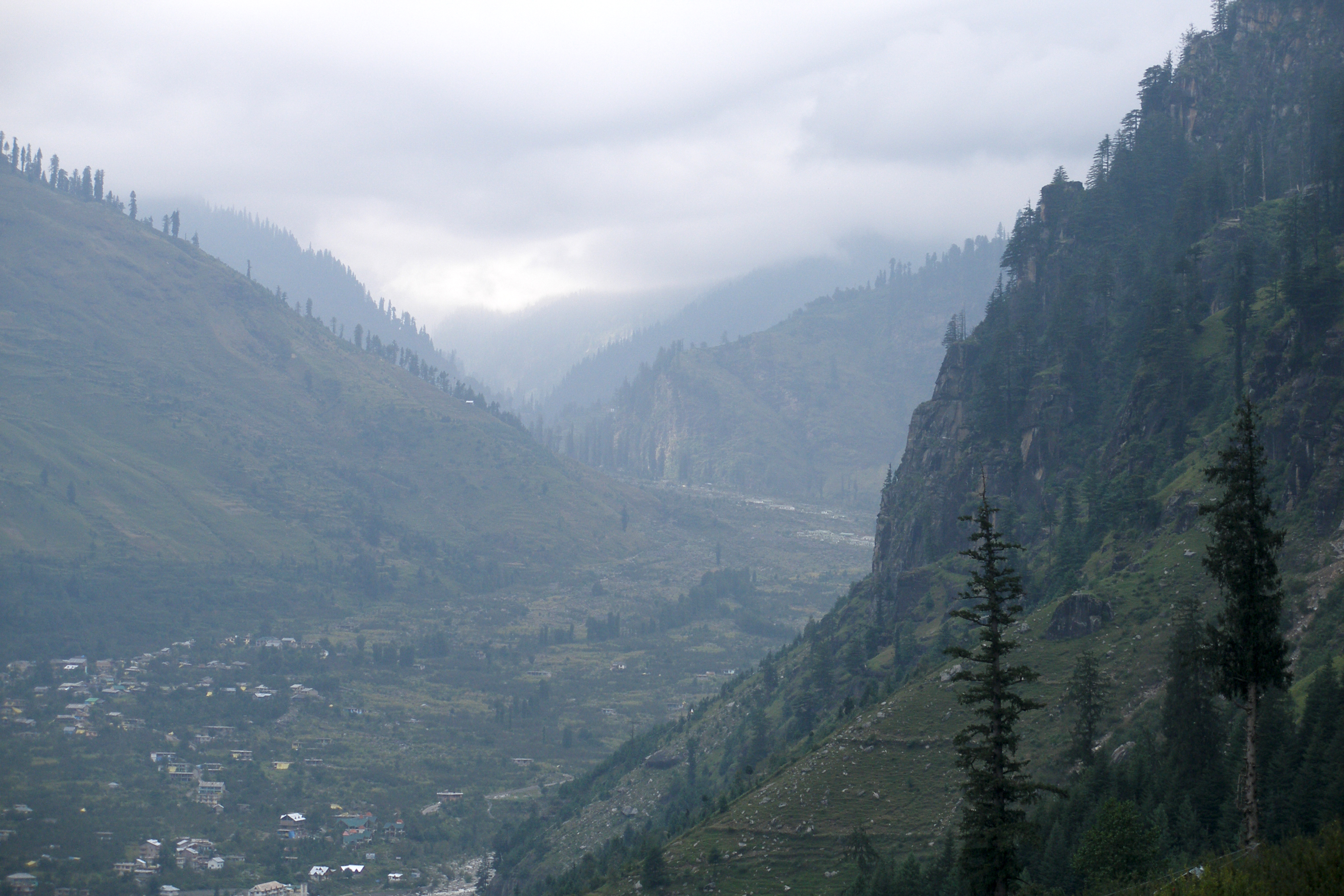
Долина Куллу

Манали популярен в туризме Гималайского направления. В Манали холодный воздух, что создаёт комфортные условия во время жаркой индийской зимы.
Манали посещают люди, увлекающиеся таким активным отдыхом, как лыжи, пешие прогулки по пересечённой местности и горам, альпинизм, парапланеризм, рафтинг, плавание в каяках и езда на горном велосипеде. В Манали даже появился совершенно новый вид горнолыжного спорта (en:Yak skiing) — использования яка и верёвки в качестве подъёмного устройства для лыжника в горах. Журнал «Time» назвал Манали «Лучшим в Азии» для этого «Экстремального якового спорта». Также в Манали есть горячие источники, религиозные святыни и тибетские буддийские храмы.
Манали за последние несколько лет стал популярнейшим местом для молодожёнов, проводящих свой медовый месяц.
Манали также славится гомпами — тибетскими монастырями. При высокой концентрации беженцев из Тибета в долине Куллу, которая знаменита Гандхан Тхексхоклинг гомпой, построенной в 1969 году. Монастырь содержится, в основном, местными общинами верующих, а также получает доходы от изготовления ковров ручной работы и другой продукции монастырских мастерских. Меньшая по размеру и более современная гомпа традиции Ньингмапа построена недалеко от базара, в саду с подсолнухами.

### Достопримечательности
- Наггар Форт. Расположен южнее Манали, как напоминание об Империи Пала. Сложенный из крупных и средних камней, украшенный резным деревом — это пример богатого и элегантного искусства Химачала.
- Хидимба Деви. Возведён в 1553 году, посвящён местной богине Хидимба, жене принца-пандава Бхимы. Храм примечателен пагодой и резными деревянными украшениями.
- Водопад Рахла. Прекрасный водопад в 27 км от Манали у начала подъёма на Рохтанг Ла, на высоте 2501 метр.
- Соланг, также известный как «Snow Point», в 13 км на северо-запад от Манали.
- Маникаран. Расположен в 45 км от Куллу по дороге к Манали. Известный горячий источник в долине реки Парвати.
- Рохтанг Ла. Известный перевал в 40 км от Манали, зимой непроходим из-за снегопадов, высота 3978 метров.